# Diabloceratops
Diabloceratops is een geslacht van plantenetende ornithischische dinosauriërs, behorend tot de groep van de Ceratopia, dat tijdens het late Krijt leefde in het gebied van het huidige Noord-Amerika.

## Naamgeving en vondst
De typesoort Diabloceratops eatoni is in 2010 benoemd en beschreven door James Ian Kirkland en Donald DeBlieux. De geslachtsnaam verbindt het Spaanse diablo, "duivel", een verwijzing naar de hoorns op het nekschild, met een gelatiniseerd Grieks ceratops, "hoorngezicht", een gebruikelijk element in de namen van de Ceratopia. De soortaanduiding eert paleontoloog Jeffrey Eaton.

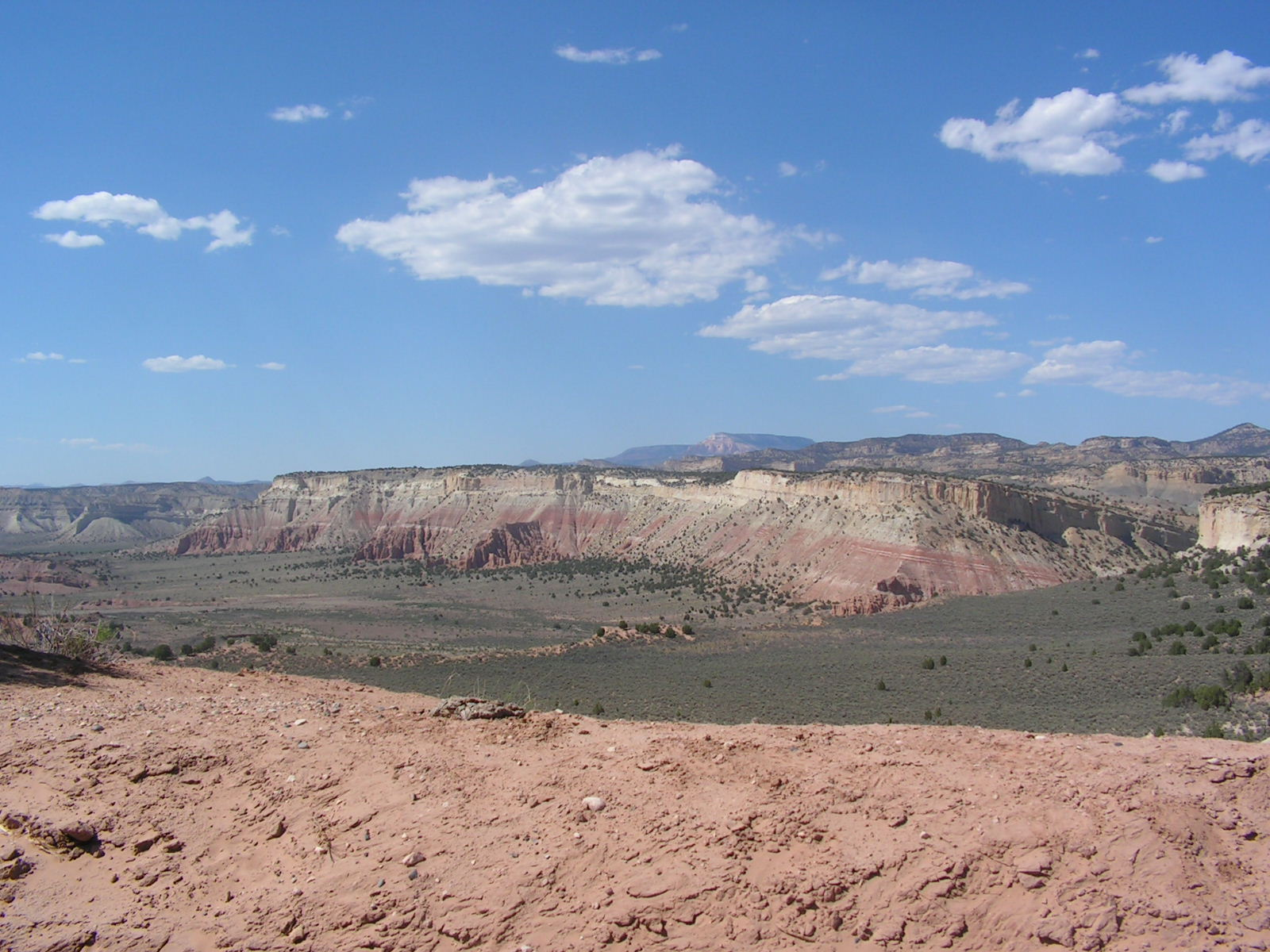
Het gebied waar de vondst werd gedaan

In 1996 stelde president Bill Clinton het Grand Staircase – Escalante National Monument in, dat van het Kaiparowits Plateau in Utah een beschermd geologisch gebied maakte. Het United States Bureau of Land Management gaf hierop de Utah Geological Survey de opdracht het gebied nauwkeuriger te onderzoeken. Op 16 juli 1998 vond geoloog Joshua A. Smith op het zuidelijk deel van het plateau, ten noordwesten van Nipple Butte, de schedel van een ceratopide in zandsteenlagen van de Wahweapformatie die stamt uit het vroege Campanien en waarvan de ouderdom door argondatering is vastgesteld op ongeveer 79,57 miljoen jaar. Hoewel de schedel sterk verweerd was en in drie stukken gebroken, werd toch door Kirkland besloten hem te bergen omdat hij de eerste vondst van een ceratopide uit de formatie vertegenwoordigde. In augustus 2000 werd het fossiel opgegraven en, omdat het gebruik van motorvoertuigen op het plaatselijke terrein niet was toegestaan, door acht man naar de meest nabije weg getrokken door het afgezaagde dak van een Ford Mustang als een geïmproviseerde slede te gebruiken.
Vanwege de rijkdom aan fossiel materiaal werd door Kirkland in 2001 het Wahweap Project begonnen waarbij het gebied uitgekamd werd op zoek naar interessante vondsten. Dat leverde in 2002 een belangrijk resultaat op toen DeBlieux een tweede ceratopide schedel aantrof, nabij Last Chance Creek. In acht dagen tijd werd een steenblok dat het fossiel omvatte van het omringende gesteente losgemaakt met behulp van een motorzaag. Door de ontoegankelijkheid van de vondstlocatie bleek het echter onmogelijk de schedel over land te transporteren. In september 2005 lukte het geoloog Alan Titus een luchttransportbedrijf te bewegen het blok kosteloos per helikopter te vervoeren. Daarna werd het door DeBlieux achthonderd uur lang in het Utah Museum of Natural History te Salt Lake City geprepareerd. Daarbij werd ook een los stuk onderkaak gevonden, van het os spleniale.
Het is de tweede schedel die het holotype, met inventarisnummer UMNH VP 16699, is van Diabloceratops. De schedel is niet samengedrukt en het been ervan is in goede conditie. Wel is de rechterzijde bijna volledig door erosie verdwenen. De eerste schedel, UMNH VP 16704, kon door de beschrijvers wegens kleine verschillen aan het nekschild niet eenduidig aan D. eatoni worden toegewezen. Ze beperkten de determinering voorlopig tot een onbepaald Diabloceratops sp. Deze "species" zou identiek kunnen zijn aan D. eatoni maar ook een tweede soort kunnen vertegenwoordigen.

## Beschrijving

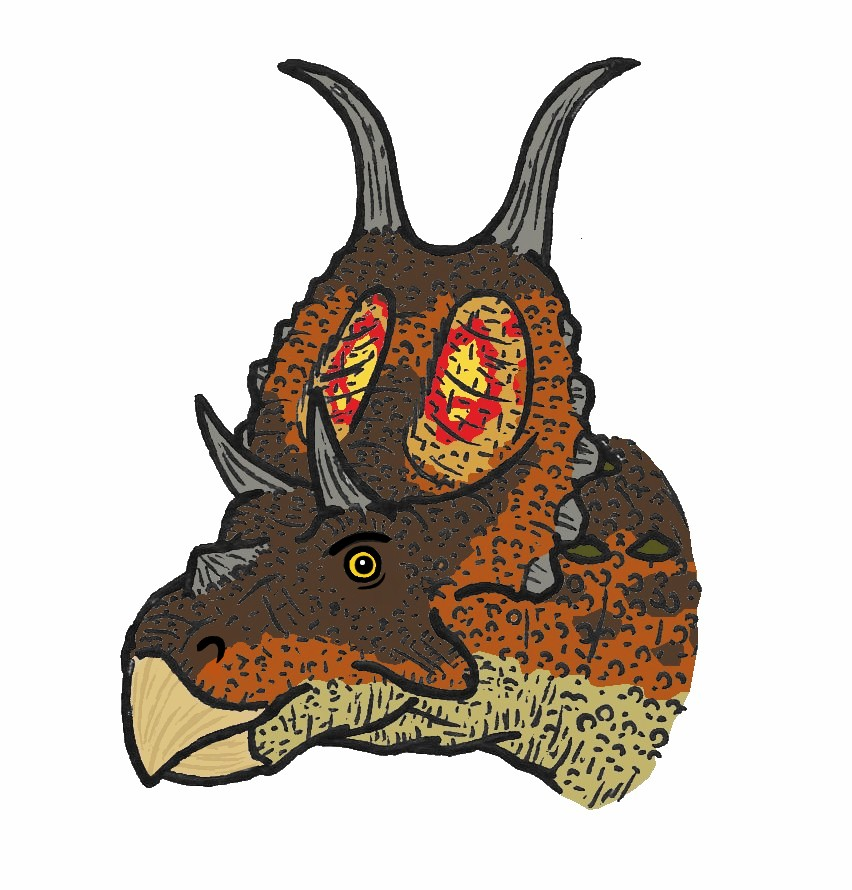
De kop

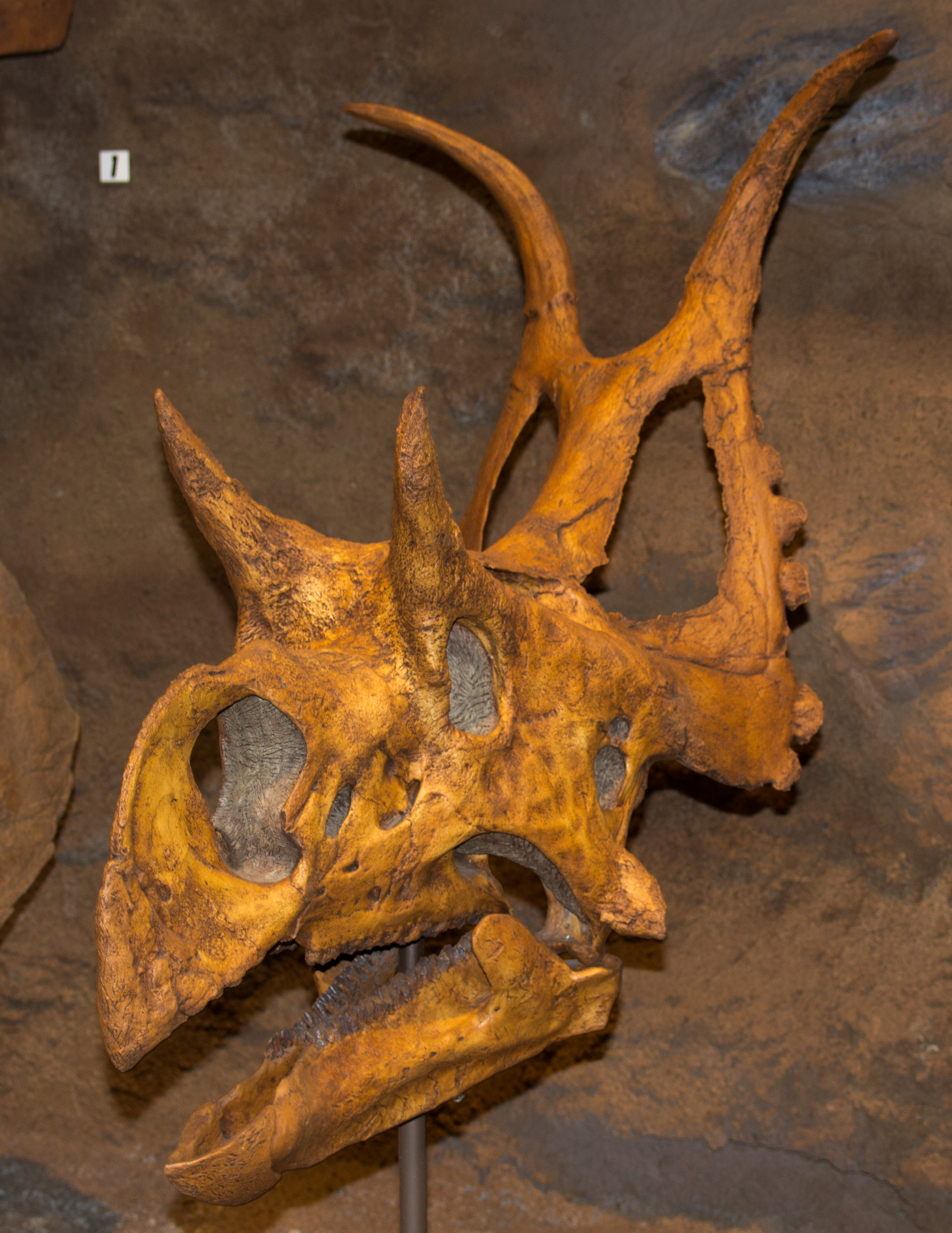
Model van de schedel

### Grootte en onderscheidende kenmerken
De schedel heeft, zonder schildhoorns, een geschatte totale lengte van een meter en is 62 centimeter lang van snuitpunt tot achterhoofd. Dit duidt erop dat het dier vrij klein was, vermoedelijk was de lichaamslengte een drie meter. Het exemplaar was een volwassen individu.
De beschrijvers beschouwden de volgende negen eigenschappen als autapomorfieën, unieke afgeleide kenmerken die bewijzen dat het een apart taxon betreft: de snuit die relatief korter is dan bij alle andere bekende ceratopiden; de tweede neushoorn; een groot accessoir fenestra; een samengroeiing van de voorhoofdsbeenderen die een steil welvend schedeldak vormt tussen de wenkbrauwhoorns; hoewel het jukbeen verlengd is, bereikt het niet de achterrand van de maxilla; de grote, driehoekige, naar beneden gerichte epijugalia; de opgerichte schildvorm met het breedste punt bij de squamosa, tot de halve breedte vernauwend aan de basis van twee verlengde achterste schildhoorns die door een middeninkeping gescheiden zijn; het naar boven toe afnemen van de grootte van de epoccipiatalia op het wandbeen; de verlengde vorm van de opening in het wandbeen.

### Skelet
De kop maakt van bezijden bekeken een gedrongen indruk met een korte hoge snuit, een klein vlak neushoorntje en 25 centimeter lange naar boven krullende wenkbrauwhoorns. Ook het nekschild is kort en de achterkant is vrijwel verticaal naar boven gericht. De zijkanten van het nekschild zijn voorzien van huidverbeningen, epoccipitalia, die afgerond zijn en naar boven toe in grootte afnemen. In de hoek van het schild echter gaat de rand geleidelijk over in een zeer lange zijwaarts krommende hoorn met een lengte van een halve meter die de kop het kenmerkende "duivelachtige" uiterlijk geeft waarnaar de soort genoemd is. De basis van de schildhoorn bestaat uit een uitloper van het wandbeen; daarop bevindt zich een lange huidverbening — of wellicht opeenstapeling van huidverbeningen — die de schacht van de hoorn vormt.
Van voren bezien valt op hoe smal de schedel is. Ook het nekschild versmalt zich naar boven toe wat het uitwaaieren van de schildhoorns des te opvallender maakt.

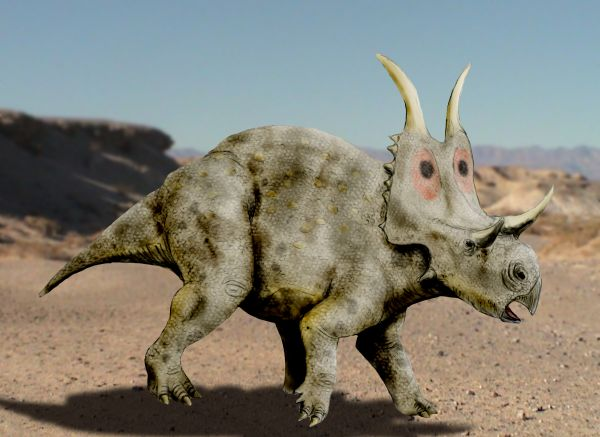
Het leefgebied van Diabloceratops is nu een woestijn maar was indertijd weelderiger begroeid

De snuit draagt een hoornsnavel met als beenkern een vrij klein rostale. De snuit heeft een min of meer rechthoekig zijprofiel, zij het dat de bovenste hoek geleidelijk kromt. De grote hoogte ervan wordt gevuld door een enorm neusgat. Het neusgat is hoog, onregelmatig in zijaanzicht en bovenaan breder dan onderaan. Tussen neusgat en snuitpunt bevindt zich een aanzienlijke afstand, gevormd door een brede praemaxilla. Het snuittussenschot russen de praemaxillae is grotendeels gesloten, slechts doorboord door een klein foramen. De achterste opgaande tak van de praemaxilla vormt de onderste achterkant van het neusgat. Waar deze tak het neusbeen raakt, vormen beide elementen een lage bult die in het neusgat uitsteekt. Aan de achterkant van de praemaxilla bevindt zich bovenaan een klein uitsteeksel. Vlak daarachter bevindt zich een ruwe huidverbening die aan de voorkant van het neusbeen is vastgegroeid. Kirkland suggereerde dat dit de basis zou kunnen zijn van een tweede neushoorn, voor de normale neushoorn gelegen. Deze laatste is laag, robuust, en kegelvormig met een ovale dwarsdoorsnede, de lange as evenwijdig aan de lengterichting van de schedel. De normale schedelopening, de fenestra antorbitalis, is klein. Tussen praemaxilla en maxilla bevindt zich echter een grotere tweede, accessoire, opening. De wordt gevorkt omvat door de achterste opgaande tak van de praemaxilla, twerijl ook een dunne tak van het neusbeen uit dit venster raakt. Deze tak verhindert dat de praemaxilla het traanbeen raakt, zoals normaliter bij centrosaurinen wel het geval is. De praemaxilla heeft een bolle onderrand die aansluit bij een holte in de onderkaaksrand maar de bolling is relatief gering.
De driehoekige maxilla, of bovenkaaksbeen draagt 24 tanden. Van de tanden als zodanig is weinig bekend. De achterkant van het bovenkaaksbeen staat af van de rest van de schedel, zoals bij alle ceratopiden; uniek voor Diabloceratops is dat de achterrand in zijaanzicht, vóór het epijugale zichtbaar is. Die achterrand wordt overgroeid door het pterygoïde van het verhemelte dat de achterste tandpositie bedekt. Het jukbeen is lang, het meest langgerekte dat van de Neoceratopia bekend is. Dit jugale draagt een zeer grote ermee vergroeide huidverbening, het epijugale, die bij Diabloceratops het relatief langste is van alle bekende ceratopiden. Het jukbeen is bedekt met uithollingen, die duiden op grote schubben. De inkeping tussen quadratum en squamosum is slecht ontwikkeld en de beenderen maken geen rechte hoek met elkaar. Dit is een zeer basaal kenmerk dat verder niet van de ceratopiden bekend is maar Kirkland acht het mogelijk dat het bij dit exemplaar het gevolg is van een geheelde wond.
De wenkbrauwhoorns zijn relatief lang met een lengte van vijfentwintig centimeter. Dit is een met Albertaceratops gedeeld basaal kenmerk voor een centrosaurine: meer afgeleide leden van de groep hebben korte wenkbrauwhoorns. Het oppervlak van de hoorns is bedekt met ondiepe lange lengtegroeven, een typisch kenmerk van langhoornige soorten. De basis van de hoorns is vrij dik en driehoekig in dwarsdoorsnede. De basis is massief, zonder sinus of holte. Vooraan vormen de bases een steile welving van het "voorhoofd" die relatief hoger is dan bij andere bekende ceratopiden. In zijaanzicht reiken de wenkbrauwhoorns tot aan het neusgat en buigen geleidelijk naar achteren totdat de punt vrijwel verticaal gericht is. In vooraanzicht buigen de hoorns naar elkaar toe maar bereiken geen verticale positie.
Het wandbeen is aan de basis licht bollend. Het verdunt zijwaarts en heeft in het midden een zeer langwerpige opening, 315 bij 170 millimeter. De buitenrand vormt het bovenste deel van de zijkant van het nekschild en heeft vijf afgeronde vaag driehoekige epoccipitalia die iets naar achteren krommen. Bovenop staat de schildhoorn die van het eigenlijke skeletbot gescheiden is door een duidelijke rand en voorzien is van vele groeven in de lengterichting. Volgens Kirkland is deze hoorn homoloog aan de derde schildhoorn van Styracosaurus en hebben de eerste en tweede schildhoorn bij deze laatste vorm zich ontwikkeld doordat een verticale opeenstapeling van drie huidverbeningen zich transformeerde in een horizontaal naast elkaar groeien.

## Fylogenie
Diabloceratops is door de beschrijvers binnen de Ceratopidae basaal in de Centrosaurinae geplaatst. Het zou daarmee de oudste bekende centrosaurine zijn. Het is ook de kleinste bekende centrosaurine. Zijn bezit van een accessoir fenestra zou volgens Krikland een sterke aanwijzing zijn dat de zogenaamde Protoceratopidae en Bagaceratopidae in traditionele zin opgevat onnatuurlijke, parafyletische, groepen zijn die geen eigen aftakking vormen van de stamboom, waarvoor dit kenmerk wel als bewijs is aangedragen, maar een reeks opeenvolgende aftakkingen vormen, richting Ceratopidae.

## Levenswijze
Diabloceratops deelde zijn leefgebied met de planteneters Cerasinops en Gryposaurus. Het is niet bekend van welk roofdier Diabloceratops gevaar te duchten had. De beschrijvers zien de nekschildversieringen voornamelijk als aanpassingen om te pronken en voor soortonderscheid.